# Colpospira moretonensis
Colpospira moretonensis is een slakkensoort uit de familie van de Turritellidae. De wetenschappelijke naam van de soort is voor het eerst geldig gepubliceerd in 1972 door Garrard.